# Музей Фаттори
Городской музей Джованни Фаттори (итал. Museo civico Giovanni Fattori) — художественный музей в итальянском городе Ливорно. Музей располагается в здании Виллы Мимбелли.
Основу коллекции музея составляют картины Джованни Фаттори и других художников, принадлежавших к группе маккьяйоли и постмаккьяйоли. В собрание музея также входят и работы иных эпох, к примеру, «Распятие» Нери ди Бичи (XV век).

## История
История музея берёт своё начало в 1877 году, когда власти города основали пинакотеку, куда вошли работы Джованни Фаттори, Энрико Полластрини и Чезаре Бартолены. Впоследствии коллекцию пополнили полотна Раффаэлло Гамбоджи, Сильвестро Леги, Гульельмо Микели, Адольфо Томмази, Энрико Банти и других художников.
На рубеже XIX и XX веков пинакотека обогатилась коллекциями археологических находок и нумизматики, подаренными в 1893 году Энрико Кьеллини (наряду с картиной Бартолены Ливорнские добровольцы). Кроме того, после смерти в 1908 году Джованни Фаттори пинакотека приобрела около 250 рисунков и 150 офортов этого мастера.
В 1896 году пинакотека расположилась в новых и более обширных помещениях на площади Гверрацци. В начале 1930-х годов музей стал носить имя Джованни Фаттори.
К этому времени в собрание музея, помимо уже упомянутых, входили несколько эскизов к скульптурам Фемистокла Гверрацци и Бертеля Торвальдсена, барельефы Франсуа Дюкенуа, картины фламандской школы XVII века, несколько картин «Мадонна с младенцем» XV—XVI веков, 3 бронзовые маски Пьетро Такки, коллекция официальных одежд гонфалоньеров и городских приоров, воспоминания генерала Энрико Чалдини, Джузеппе Гарибальди и Гверрацци, портреты выдающихся уроженцев Ливорно, а также обширная коллекция археологических находок с территории Ливорно и его окрестностей.
Во время Второй мировой войны коллекция музея была вывезена из города. После войны часть её была размещена на Вилле Фаббрикотти, а оставшаяся часть хранилась в различных муниципальных учреждениях и складах. В то же время собрание пополнилось работами таких художников, как Плинио Номеллини, Гульельмо Микели, Серафино Де Тиволи, Оскар Гилья, Ульви Льеджи; а также картоном Амедео Модильяни.
В 1994 году основная часть коллекции музея разместилась в здании Виллы Мимбелли, на торжественном открытии присутствовал тогдашний президент Италии Оскар Луиджи Скальфаро.

## Структура

### Первый этаж
На первом этаже Виллы Мимбелли располагаются касса и залы для различных культурных мероприятий.

### Второй этаж
На второй этаж ведёт монументальная лестница, украшенная херувимами работы скульптора Луки делла Роббиа. На втором этаже располагаются следующие залы:
- Зал постмаккьяйоли: работы Оскара Гильи, Джованни Бартолены, а также картина, приписываемая Амедео Модильяни («Тосканский переулок» (итал. «Stradina Toscana»));
- Зал Гульельмо Микели: работы Гульельмо Микели, ученика Фаттори и учителя Модильяни;
- Зал Ульви Льеджи: произведения ливорнского художника Ульви Льеджи, работавшего в 1920-е и 1930-е годы;
- Зеркальный зал: фрески Аннибале Гатти с изображениями персонажей итальянской литературы;
- Жёлтая гостиная: фрески Гатти;
- Чёрная комната: курительная комната, украшенная чёрным деревом и слоновой костью;
- Зал картины «Incipit nova aetas»: картина Плинио Номеллини (408 x 310 см), на которой изображено прибытие «чёрных рубашек» во Флоренцию.

### Третий этаж
На третьем этаже экспонируются картины Фаттори и других художников:
- Залы Фаттори: три зала, посвящённые творчеству Фаттори.
- Зал маккьяйоли: работы Сильвестро Леги, Телемако Синьорини, Кристиано Банти, Серафино Де Тиволи, Винченцо Кабьянки, Джованни Больдини.
- Залы Томмази: два зала с картинами братьев Томмази (Анджело, Адольфо и Лудовико).
- Портретный зал: работы Витторио Коркоса и Микеле Гордиджани.
- Зал постмаккьяйоли и дивизионистов: картины Эудженио Чеккони, Раффаэлло Гамбоджи, Витторе Грубики де Драгона и Бенвенуто Бенвенути.
- Зал Плинио Номеллини: работы Плинио Номеллини, одного из крупнейших представителей итальянского дивизионизма и ученика Фаттори.

### Бывшие амбары
В бывших амбарах, примыкающих к зданию музея, проводятся временные выставки, среди которых следует отметить большую выставку, состоявшуюся между 22 апреля и 6 июля 2008 года, приуроченную к столетию со дня смерти Фаттори.

## Галерея

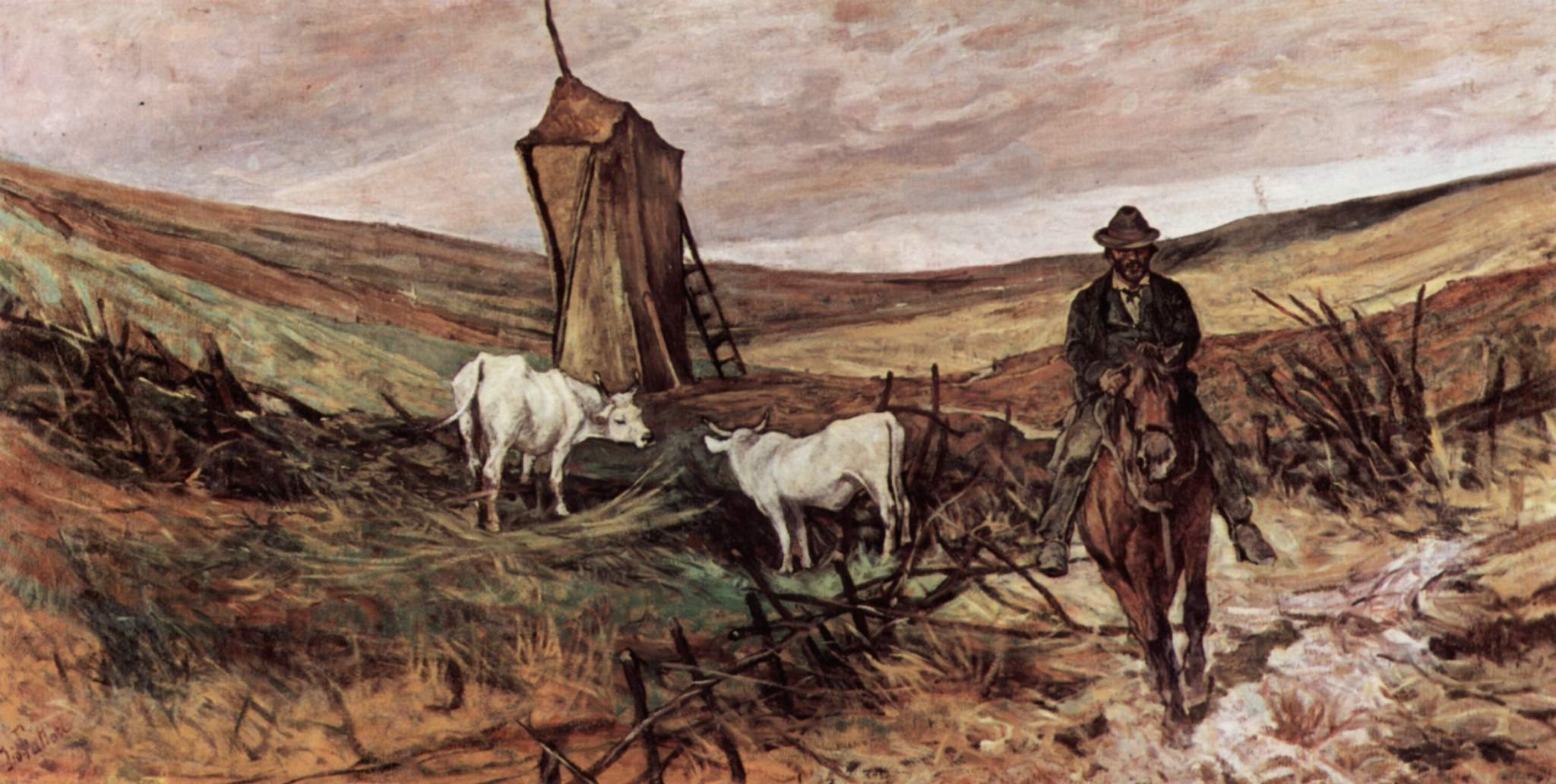
Дж. Фаттори. Римская Кампанья
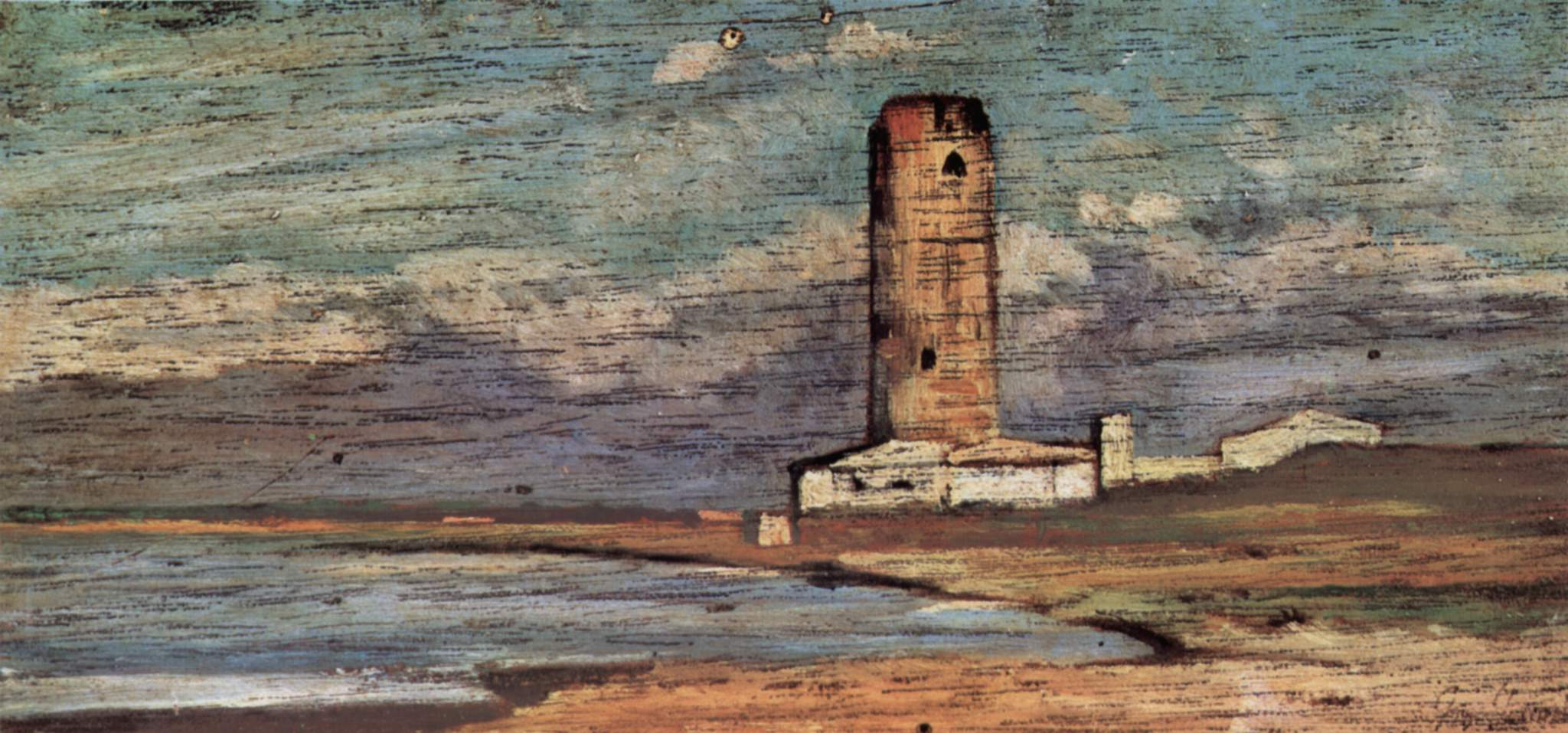
Дж. Фаттори. Красная башня
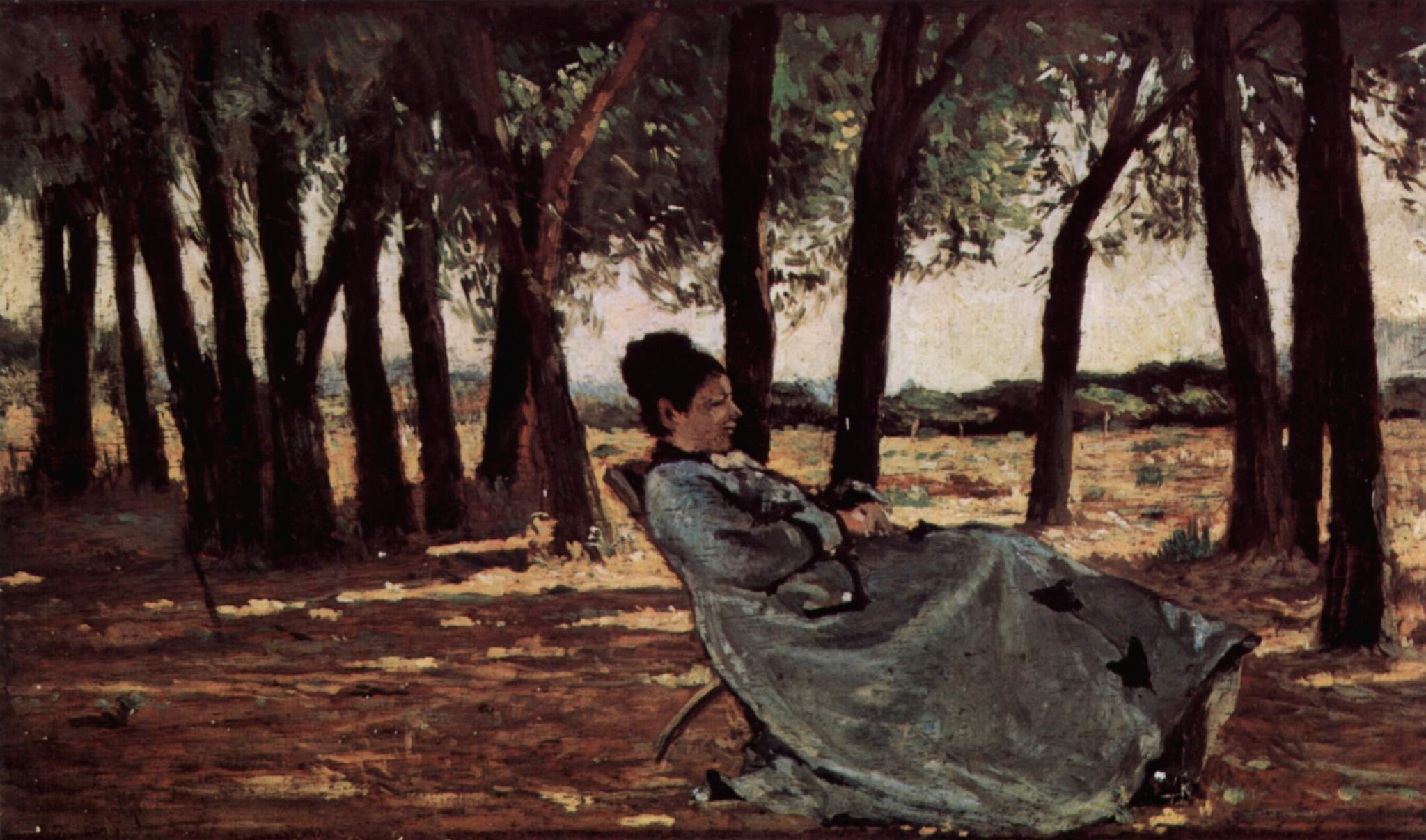
Дж. Фаттори. Синьора Мартелли а Кастильончелло
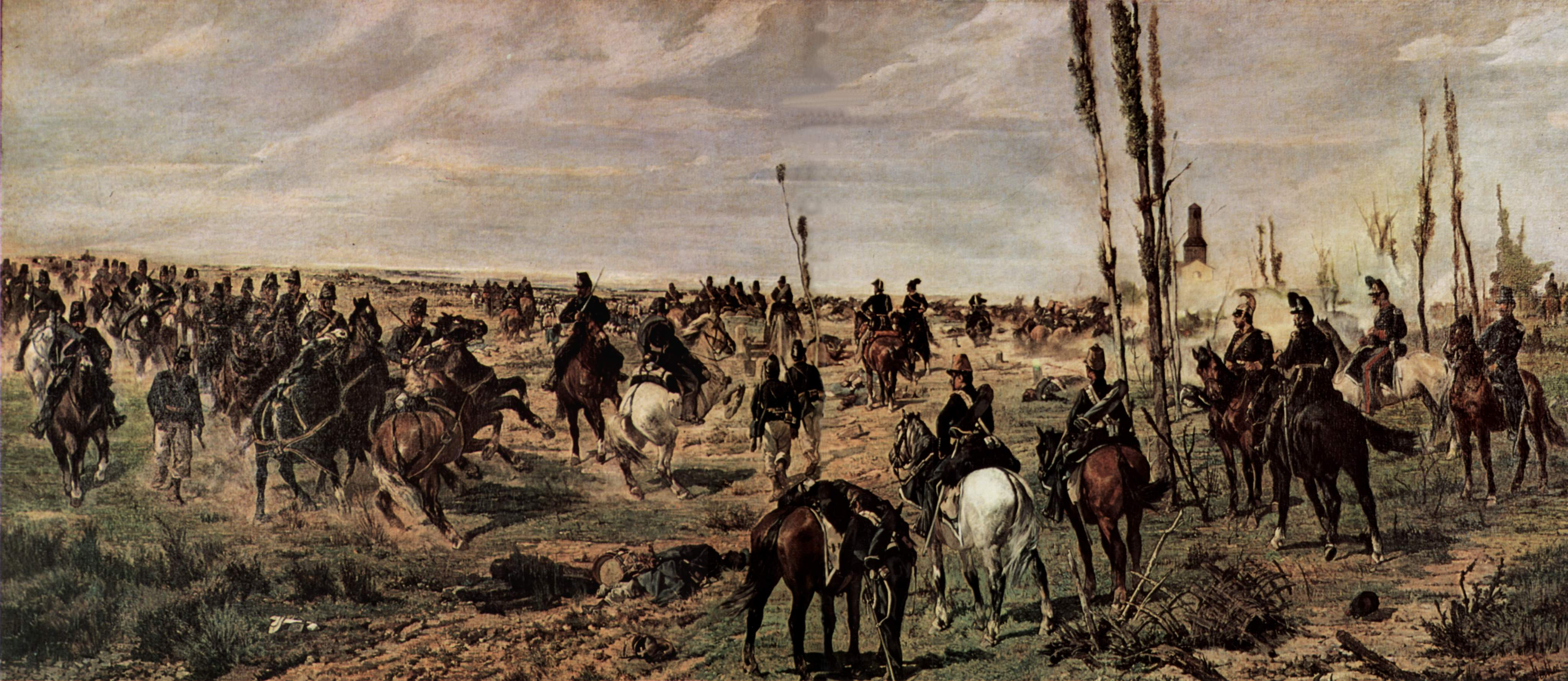
Дж. Фаттори. Assalto a Madonna della Scoperta